# Kurt Sulzenbacher
Kurt Sulzenbacher (né le 29 octobre 1976) est un skieur alpin italien.

## Coupe du Monde
- Meilleur classement final: 20e en 2002.
- 2 podiums.